# Ophthalmoptera elegans
Ophthalmoptera elegans är en tvåvingeart som beskrevs av Friedrich Georg Hendel 1909. Ophthalmoptera elegans ingår i släktet Ophthalmoptera och familjen fläckflugor. Inga underarter finns listade i Catalogue of Life.